# Le Pont-Neuf (Renoir)
Le Pont-Neuf je slika olje na platnu iz leta 1872 francoskega umetnika Pierra-Augusta Renoirja. Hrani ga Narodna galerija umetnosti v Washingtonu, D.C.

## Ozadje
Pont Neuf je najstarejši stoječi most čez reko Seno v Parizu v Franciji. Leta 1607 ga je dokončal Henrik IV. Francoski. Leta 1867 sta francoska slikarja Claude Monet in Renoir prvič upodobila most v svoji seriji slik ob reki in sta se k tej temi ponovno vrnila leta 1872. Tokrat sta slikala v burnem času po uporu Pariške komune.

## Opis
Tako Renoir kot Monet sta slikala ločeni deli z uporabo iste perspektive za prikaz desne strani mostu iz okna v drugem nadstropju kavarne. Edmond Renoir, Renoirjev brat, mu je pomagal postaviti sceno tako, da je ljudi, ki so hodili po mostu, zadrževal in jim postavljal vprašanja, Renoirju pa je dal čas, da skicira njihovo podobo. Sam Edmond se na sliki dvakrat pojavi s sprehajalno palico in slamnatim čolnarskim klobukom.  Renoir je svoje delo začel spomladi in ga 24. marca 1875 prodal na dražbi francoskemu trgovcu z umetninami Paulu Durand-Ruelu za samo 300 frankov.
Slika prikazuje Pont-Neuf v Parizu s sugestivnim posnetkom od zgoraj, enega najstarejših mostov v mestu, obsijanega z bleščečim soncem poletnega jutra. Renoir uporablja barvo drzno, brez zadržkov. Čeprav še ni povsem impresionistična, je njegova roka prepoznavna na prvi pogled. Liki so narisani z nekaj hitrimi potezami čopiča, obrazi in oblačila postanejo čiste svetlobne in barvne točke, splošno vzdušje pa dobi prijeten modrikast odtenek. Kot v vseh delih tega obdobja se tudi Renoirjevo slikarstvo osvobaja risbe in se naslanja na tehniko »lokalne barve«, ki se razprostira prosto, po pikah. Barva skupaj s svetlobo postane protagonist platna. Predvsem modra se je morala takrat zdeti skoraj surova, celo brezvestna. Vse je svetlo in vibrira v vročini dneva, vendar razumemo, da je senca vedno čudovito hladna. Prizor daje pridih vesele živahnosti in zdi se, da so ljudje srečni, da so v takšnem sijaju.